# Удештедт
Удештедт (нем. Udestedt) — община в Германии, в земле Тюрингия. 
Входит в состав района Зёммерда. Подчиняется управлению Грамме-Ауэ.  Население составляет 809 человек (на 31 декабря 2010 года). Занимает площадь 16,30 км².